# Річвіль (Міннесота)
Річвіль (англ. Richville) — місто (англ. city) в США, в окрузі Оттер-Тейл штату Міннесота. Населення — 77 осіб (2020).

## Географія
Річвіль розташований за координатами 46°30′21″ пн. ш. 95°37′33″ зх. д. / 46.50583° пн. ш. 95.62583° зх. д. (46.505895, -95.625871).  За даними Бюро перепису населення США в 2010 році місто мало площу 2,60 км², з яких 2,57 км² — суходіл та 0,03 км² — водойми.

## Демографія
Згідно з переписом 2010 року, у місті мешкало 96 осіб у 43 домогосподарствах у складі 26 родин. Густота населення становила 37 осіб/км².  Було 49 помешкань (19/км²).
Расовий склад населення:
| - 96,9 % — білих - 1,0 % — корінних американців - 1,0 % — осіб інших рас |

До двох чи більше рас належало 1,0 %. Частка іспаномовних становила 1,0 % від усіх жителів.
За віковим діапазоном населення розподілялося таким чином: 18,7 % — особи молодші 18 років, 67,8 % — особи у віці 18—64 років, 13,5 % — особи у віці 65 років та старші. Медіана віку мешканця становила 40,5 року. На 100 осіб жіночої статі у місті припадало 118,2 чоловіків;  на 100 жінок у віці від 18 років та старших — 136,4 чоловіків також старших 18 років.
Середній дохід на одне домашнє господарство  становив 41 916 доларів США (медіана — 38 750), а середній дохід на одну сім'ю — 49 962 долари (медіана — 41 875). Медіана доходів становила 36 750 доларів для чоловіків та 27 500 доларів для жінок. За межею бідності перебувало 15,1 % осіб, у тому числі 11,1 % дітей у віці до 18 років та 20,0 % осіб у віці 65 років та старших.
Цивільне працевлаштоване населення становило 36 осіб. Основні галузі зайнятості: освіта, охорона здоров'я та соціальна допомога — 44,4 %, виробництво — 19,4 %, роздрібна торгівля — 13,9 %, інформація — 11,1 %.